# Anne-Marie Vurpas
Anne-Marie Vurpas (* 2. August 1923 in Sainte-Foy-lès-Lyon; † 30. Januar 2017 in Francheville) war eine französische Linguistin und Dialektologin.
Anne-Marie Vurpas, geb. Gaillard, studierte Klassische Philologie und war als Forscherin am Institut Gardette der Katholischen Universität Lyon tätig. Sie untersuchte die frankoprovenzalischen Dialekte der Region von Lyon und im Gebiet Beaujolais und wirkte an der Redaktion des Atlas linguistique et ethnographique du Lyonnais mit. Ihre Arbeiten zum Regionalfranzösischen und zum Patois, zur Sprach- und Literaturgeschichte und zur Toponymie mehrerer südostfranzösischer Departemente zählen zu den Grundlagen der frankoprovenzalischen Linguistik.

## Werke
- Les alternances de palatales en francoprovençal d’après le patois de Chambost-Allières (Rhône). In: Revue de Linguistique Romane, 30, 1966, S. 314–323. Nachdruck: Travaux de dialectologie francoprovençale. Institut Pierre Gardette, Université Catholique de Lyon, 2004, S. 13–22.
- mit Simone Escoffier: Textes littéraires en dialecte lyonnais. XVIe–XIXe siècle. Poèmes, théâtre, noëls et chansons. Paris 1981.
- Les Chansons lyonnaises à l’époque révolutionnaire, Lyon. 1987. ISBN 978-2-905230-17-1.
- Autrefois dans les monts du Beaujolais. Vie et langue d’une communauté rurale, Saint-Just-d'Avray (Rhône). 1988.
- Le Français parlé à Lyon vers 1750. Edition critique et commentée des mots lyonnois de G.-J. Du Pineau (d’après Paris, Bibl. nat., nouv. acq. fr. 22097). 1991.
- mit Claude Michel: Dictionnaire du français régional du Beaujolais. Paris 1992.
- Le parler lyonnais. 1993.
- Le Carnaval des gueux. Conscience ouvrière et poésie burlesque, édition critique avec traduction et glossaire des œuvres complètes de Guillaume Roquille (1804–1860) en patois de Rive-de-Gier, Loire, Lyon. Presses universitaires de Lyon, 1996.
- mit Claude Michel: Noms de lieux de la Loire et du Rhône, introduction à la toponymie, 1997.
- mit Claude Michel: Noms de lieux de l'Ain, Bonneton, 1999.
- Chansons en patois de Caluire par Jean Cotton. 2003.
- mit Jean-Baptiste Martin: Moqueries savoyardes (1594–1604). Monologues satiriques et comiques en francoprovençal savoyard. 2015.
- mit Jean-Baptiste Martin: Le Parler des Gones des origines à aujourd’hui. 2019.
- mit Jean Lorcin, Jean-Baptiste Martin: Le rêve républicain d’en poète ouvrier. Chansons et poésies en dialecte stéphanois de Jacques Vacher (1842–1898). 1999.